# Pavel Bone
Pavel Bone, slovenski kajakaš, * 29. januar 1932, Bate, † 13. april 1998, Šempeter pri Gorici.
Pavel Bone je bil po poklicu mizar. Februarja 1948 je postal član brodarskega društva v Solkanu (sedaj Kajak klub Soške elektrarne). Tu je začel tekmovati v kajaku na divjih vodah v takratni disciplini F-1. Dosegel je vrsto uspehov, tako v domovini, kakor tudi v tujini in postal eden najboljši jugoslovanskih kajakašev. Njegovi najpomembnejši uspehi so: 2. mesto v spustu  na svetovnem prvenstvu leta 1959 v Franciji ter 3. mesto v spustu v na prvenstvu v Vzhodni Nemčiji leta 1963. Bil je tudi šestkrat državni prvak kot posameznik in šestkrat v moštveni vožnji. Leta 1961 je bil proglašen za najboljšega športnika Goriške, Ljudska tehnika Jugoslavije pa ga je proglasila za najboljšega športnika Jugoslavije v okviru svoje organizacije. Bone se je kasneje odselil v nemški Ludwigsburg kjer je ustanovil delavnico za izdelavo čolnov.